# Niels Ryberg Finsen
Niels Ryberg Finsen (Tórshavn, 1860. december 15. – Koppenhága, 1904. szeptember 24.) izlandi származású feröeri-dán orvos és kutató. 1903-ban elnyerte az orvostudományi Nobel-díjat, mert kifejlesztette a lupus vulgaris és más betegségek napfényterápiáját.

## Élete
Niels Ryberg Finsen 1860. december 15-én született a Feröer-szigetek fővárosában, Tórshavnban. Szülei izlandiak voltak, apja Hannes Kristján Steingrímur Finsen, a 10. századig tudta visszavezetni családfáját, anyja pedig Johanne Fröman volt. Apja különböző adminisztratív tisztségeket látott el Feröeren, Niels születésekor királyi képviselő és adóbehajtó (fúti) volt, 1871 és 1884 között pedig a kormányzói tisztséget is megkapta. Amikor Niels négyéves volt, anyja meghalt, apja pedig anyja unokatestvérét, Birgitte Kirstine Formannt vette feleségül.
Finsen az elemi iskolát szülővárosában végezte, majd Dániába, a Herlufsholm bentlakásos iskolába küldték, ahol a bátyja is tanult. Itt a rektor úgy jellemezte, hogy „Niels jó fiú, de képességei gyengék, és hiányzik belőle az energia”. Ennek oka az idősebb diákok piszkálódása lehetett, mert amikor 1876-tól Reykjavíkban tanult tovább, jegyei jelentős javulást mutattak. 1882-ben Koppenhágába ment orvostudományt tanulni, ahol 1890-ben végzett. A Koppenhágai Egyetem kórboncnokaként dolgozott 1893-ig, amikor otthagyta állását, hogy kutatásainak szentelhesse magát; eközben magánórák adásából tett szert szerény jövedelemre.

### Munkássága

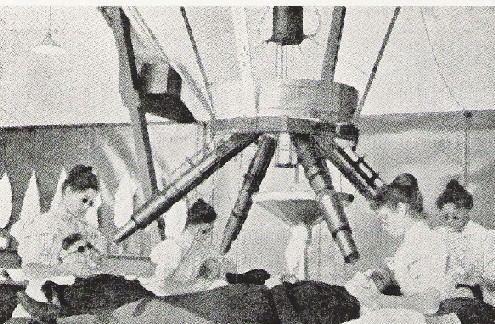
Fényterápia a Finsen Intézetben (1900 k.)

Finsen örökletes Niemann-Pick betegségben szenvedett, aminek tünetei már 23 évesen jelentkeztek nála. Ez a kór a máj, szív és lép kötőszöveteinek megvastagodásával, idegrendszeri, mozgáskoordinációs problémákkal és általános gyengeséggel jár. Finsen azt remélte, hogy a napfény javíthat a tünetein és egyre több időt töltött a napon. Állatkísérleteket végzett, majd a napfény és ívfény hatását kutatta különböző betegségekben, többek között fekete himlő és lupus vulgaris (bőrfarkas) esetében. Azt tapasztalta, hogy a fény stimulálja a szövetek működését, kivéve, ha túl koncentráltan adagolta, mert akkor szövetkárosodás lépett fel (amit a bőr pigmentációja bizonyos fokig meg tudott gátolni). Úgy vélte, hogy a napfény „kémiai sugarakra” és „hősugarakra” osztható és a pozitív egészségi hatásokat az első okozza, viszont úgy tapasztalta, hogy a himlő utáni bőrhegesedést éppen a kémiai sugaraktól való védelemmel lehet okozni. Később a só élettani hatását tanulmányozta, és magán is kipróbálta a sószegény diéta hatásait.
Fototerápiájának sikerei láttán 1896-ban Koppenhágában két magánbefektető és a kormány támogatásával megnyitották a Finsen Intézetet (az intézet később beolvadt a Koppenhágai Egyetem kórházába). 1898-ban professzori kinevezést kapott, a következő évben pedig kitüntették a Dannebrog-renddel. Európában általánosan elterjedt az egyes betegségekben (a fentieken kívül ilyen volt a tüdőbaj) szenvedők napoztatása; főleg magashegyi és mediterrán körülmények között.
1903-ban megkapta az orvostudományi Nobel-díjat „annak elismeréseként, hogy a betegségek, különösen a lupus vulgaris koncentrált fénysugárzással való kezelésében elért eredményeivel új utakat nyitott az orvostudományban”.

## Családja

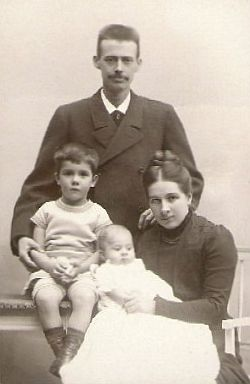
Finsen és családja, 1900 körül

Finsen 1892-ben feleségül vette Ingeborg Balslevet, a ribei evangélikus püspök lányát. Négy gyermekük született, akik közül a legidősebb fiú egy nappal születése után meghalt. Második fiuk, Halldor (1896) orvos lett. Egyik lányuk, Gudrun (1900) S. Lomholt professzorhoz ment feleségül, aki hosszú ideig a Finsen Intézet bőrgyógyászati osztályát vezette, és egy életrajzi könyvet is kiadott apósáról. Kisebbik lányuk, Valgerda (1903) ugyancsak férjhez ment.
Finsen betegsége egyre súlyosabbá vált, élete utolsó évében már kerekesszékbe kényszerült. Aszcitesze (hasvízkórja) miatt rendszeresen le kellett csapolni a hasüregében felgyülemlett folyadékot, volt hogy egyszerre hat litert. Egy évvel a Nobel-díj átvétele után, 1904. szeptember 24-én halt meg, mindössze 43 évesen.